# Sigma dp3 Quattro
Die Sigma dp3 Quattro ist eine Kompaktkamera des Unternehmens Sigma. Die offizielle Markteinführung erfolgte im Juni 2014.

## Technische Merkmale
Die Sigma dp3 Quattro ist die dritte Kamera der neuen dp-Quattro-Reihe. Das Besondere der Kamera ist der neu entwickelte Foveon-X3-Direktsensor, welcher jeweils einen Sensor für blaue, grüne bzw. rote Bildpunkte besitzt. Dadurch macht sich der Sensor zunutze, dass rotes Licht tiefer eindringen kann als vergleichsweise grünes oder blaues. Das Display hat eine Größe von 3 Zoll und verfügt über ungefähr 307.000 RGB-Bildpunkte. Die Kamera verfügt über eine 50 mm Brennweite (entspricht 75 mm bezüglich Kleinbild) mit einer Blendenöffnung von 2,8, wodurch sich die dp3 Quattro besonders für Porträtfotografie oder auch Detailaufnahmen eignet.

## Eigenschaften
- Objektiv mit 50 mm Festbrennweite (75 mm Kleinbild)
- Blendenbereich F2,8 – F16
- 24 Bit Farbtiefe im JPG-Format bzw. 36 Bit im RAW-Format
- 3,0 Zoll TFT LCD Monitor mit 920.000 Bildpunkten
- 39 Megapixel[3]
- Aktuelle Firmware: 1.03

## Einige Unterschiede zur dp3 Merrill
- größerer Sensor
- größer und schwerer als die dp3 Merrill
- schnelleres Speichern
- längere Akkulaufzeit[4]

## Mitgeliefertes Zubehör
- Li-Ion-Akku BP-51
- Akku-Ladegerät BC-51
- USB-Kabel
- gedruckte Anleitung

## Optionales Zubehör
- Netzgerät SAC-6 (mit Netzteil CN-21)
- Auslösekabel CR-31
- Externer Sucher VF-31
- LCD View Finder LVF-01 und Halterung für LCD View Finder LVF-01
- Handgriff BG-11
- Kameraschutz HC-21
- Filter 58mm
- Sigma FT-1201 Vorsatz-Konverter (zur Vergrößerung der Brennweite des Objektivs um den Faktor 1,2 auf 60 mm)

Die Kamera verfügt über einen Blitzschuh, welcher mit dem kleinen Blitzgerät EF-140S SA-STTL und den großen Electronic Flash EF-610 DG ST und dem EF-610 DG Super kompatibel ist.
speziell für dp3 quattro: Gegenlichtblende-Set AH6/AH7, Gegenlichtblendenverlängerung HE1-01

## Sigma Photo Pro
Mit der Software Sigma Photo Pro können Bildbearbeitung und Konvertierung von RAW- in JPEG- oder TIFF-Dateien bei allen Kameras der SD-Reihe durchgeführt werden.
Die Version 6.x kann kostenlos für Windows 7+ und Mac OS ab Version 10.7 (6.3.x) heruntergeladen werden. Aktuell sind die Software-Versionen 6.5.4 (Win7+) und 6.5.5 (MacOSX 10.9+) verfügbar.
Die Software wird für alle Kameras der DP-Reihe sowie auch für die Sigma-SLR-Kameras SD9, SD10, SD14, SD15, SD1 Merrill und die neue SD Quattro (H) verwendet.